# Jón Þór Birgisson
Jón Þór „Jónsi“ Birgisson (* 23. duben 1975, Island) je frontman, zpěvák a kytarista islandské post-rockové kapely Sigur Rós. Je známý svým falzetovým vokálem a hrou na kytaru pomocí smyčce.

## Biografie
Jónsi (vyslovuje se jounsi) se narodil slepý na pravé oko. Jednou údajně řekl: „Kdybych viděl na obě oči, asi bych se zbláznil“. Otevřeně se hlásí ke své homosexualitě. Jeho přítel, se kterým žije, Alex Somers, se podílí na grafickém designu pro Sigur Rós a spolu s Jons založil hudební seskupení Jónsi & Alex. Spolu také vystupují v různých islandských televizních pořadech.

## Hudební historie
V roce 1995 byl Jónsi frontmanem v hudební skupině nazvané Bee spiders, kde vystupoval pod pseudonymem Johnny B. Kapela vyhrála v roce 1995 ocenění „Nejzajímavější kapela“ v soutěži pro neznámé hudební skupiny. Tvorba skupiny je často přirovnávána k tvorbě skupin jako The Smashing Pumpkins apod. Taktéž byl frontmanem v grungeové kapele s názvem Stoned, kde vystupoval pod pseudonymem Frakkur v letech 1992–1993. V roce 1994 založil spolu s Georgem Holme a Agusta Ævarom Gunnarsson skupinu Sigur Rós. V roce 2006 vypracoval spolu s přítelem Alexem sólový projekt. Prvotní název projektu byl Riceboy sleeps, tak se nazývá první album tohoto seskupení s dnešním názvem Jónsi & Alex z července roku 2009.

## Zajímavosti
Jónsiho kapela Sigur Rós dostala název podle jména Jónsiho sestry, která se narodila ve stejném čase, v jakém byla zformována skupina. Sigur znamená v překladu vítězství a Rós růže.

## Jazyky
Převládajícím jazykem je přirozeně mateřská islandština, ale v písních prvních třech albech Von, Von Brigdit, Agæte Byrjun je nekompletní i Jónsiho vlastní, uměle vytvořený jazyk vonlenska (Von znamená v překladu naděje). Tento jazyk nemá žádnou ustálenou gramatiku apod., Jónsi ho používá pouze jako jakési pozpěvování, které se právě hodilo do dané melodie. Jméno jazyka vzniklo od první písně Von, kde bylo použito. Jónsi také ovládá angličtinu.